# Jacksonville Bullets
Die Jacksonville Bullets waren ein US-amerikanisches Eishockeyfranchise der Sunshine Hockey League aus Jacksonville, Florida. 

## Geschichte
Die Jacksonville Bullets nahmen zur Saison 1992/93 als eines von fünf Gründungsmitgliedern den Spielbetrieb in der Sunshine Hockey League auf. In ihrer Premierenspielzeit erreichten die Bullets auf Anhieb das Playoff-Finale der SuHL, in dem sie jedoch den West Palm Beach Blaze in der Best-of-Five-Serie mit einem Sweep unterlagen. In der Saison 1994/95 gelang der Mannschaft erneut der Finaleinzug, jedoch waren die West Palm Beach Blaze erneut mit einem Sweep in drei Spielen erfolgreich. 
Nachdem die Jacksonville Bullets in der Saison 1995/96 den sechsten und somit letzten Platz in der Liga belegten, die in der Zwischenzeit ihren Namen in Southern Hockey League geändert hatte, stellten die Besitzer des Teams zusammen mit der Liga den Spielbetrieb ein. Hauptgrund waren jedoch die geringen Zuschauerzahlen durch die Konkurrenz der 1995 in der Stadt angesiedelten Jacksonville Lizard Kings aus der East Coast Hockey League.  

## Saisonstatistik
Abkürzungen: GP = Spiele, W = Siege, L = Niederlagen, T = Unentschieden, OTL = Niederlagen nach Overtime SOL = Niederlagen nach Shootout, Pts = Punkte, GF = Erzielte Tore, GA = Gegentore, PIM = Strafminuten
| Saison  | GP | W  | L  | T | OTL | SOL | Pts | GF  | GA  | Platz    | Playoffs             |
| 1992/93 | 47 | 22 | 23 | — | 2   | —   | 46  | 228 | 218 | 2., SuHL | Niederlage im Finale |
| 1993/94 | 54 | 32 | 21 | — | 1   | —   | 65  | 290 | 229 | 2., SuHL |                      |
| 1994/95 | 57 | 33 | 23 | — | 1   | —   | 67  | 291 | 255 | 2., SuHL | Niederlage im Finale |
| 1995/96 | 60 | 23 | 33 | — | —   | 4   | 50  | 282 | 352 | 6., SHL  | nicht qualifiziert   |

## Team-Rekorde (Sunshine Hockey League)

### Karriererekorde
Spiele: 156  Frank Gianfriddo,  Joe Musa
Tore: 106  Joe Musa
Assists: 144  Mark Thompson
Punkte: 245  Jose Musa
Strafminuten: 565  Mats Larson